# Figueiró do Campo
Figueiró do Campo is een plaats (freguesia) in de Portugese gemeente Soure en telt 1673 inwoners (2001).